# Бої за Суми
Бої́ за Су́ми — серія боїв у Сумах та околицях міста під час повномасштабного вторгнення окупаційних військ РФ до України 2022 року.
На території Сумської області станом на 9 квітня 2022 року рятувальники виявили тіла 118 мирних жителів.
У результаті окупації Сумської області станом 25 квітня 2022 року від дій армії РФ зруйновано близько 1800 будівель. Попередньо, збитки, завдані регіону за 2 місяці війни — це близько 20 млрд гривень. Про це повідомив голова обласної військової адміністрації Дмитро Живицький. Наразі підрахували руйнування 638 будівель житлового фонду, зруйновано 23 адмінбудівлі, 24 заклади освіти, 18 закладів охорони здоров'я, 23 об'єкти життєзабезпечення, 5 будівель культури та спорту та 21 промислове підприємство
За даними Фонду соціального страхування України з 24 лютого по 25 травня 2022 року в Сумській області внаслідок бойових дій постраждали на робочому місці 22 людини. 8 з них — загинули. Найбільша кількість потерпілих в Охтирському районі — 13 постраждалих, 7 з них загинули.

## Хронологія

### Лютий
24 лютого російські війська підійшли до міста з північно-східного напрямку, дорогою від села Юнаківка близько 7 ранку, після чого почалися бої за місто. Приблизно о 10:30 біля села Бездрик була помічена російська військова техніка з червоними стрічками. У Сумах чули вибухи та постріли. Згодом зі сторони Білопільського шляху почався бій.
О 16:36 почався бій біля кадетського корпусу та військової частини у Сумах на вул. Кондратьєва. З 17:00 по Сумах почала пересуватися російська техніка.
Російські війська відступили у бік Конотопа. Один із танків знищили протитанковим комплексом NLAW. О 17.30 радниця голови Сумської обласної адміністрації Альона Бояринова повідомила, що ворог із Сум не відступає.. Не дивлячись на те, що по місті знаходилася ворожа техніка адмінбудівлі перебувають під контролем України. Після 18:40 близько 300 одиниць російської техніки рухалося з Верхньої Сироватки до Нижньої Сироватки. Також близько 100 одиниць ворожої техніки розташувалися в Токарях, під Сумами..
Станом на 18:20 стало відомо, що до Сумської міської лікарні потрапили 9 поранених. Троє з них померли. Про це Суспільному розповіла директорка лікарні Валентина Домінас. Ще троє поранених військових було госпіталізовано до Сумської обласної лікарні. За словами директора Володимира Гороха, один військовослужбовець був доправлений з Глухова. Чоловіка прооперували, він у реанімації у тяжкому стані. Ще двоє — із Сум. Один в нейрохірургічному відділенні без значних ушкоджень органів, але з контузією. Інший — з пораненнями кінцівок від уламків. Його прооперували до 19:30, стан післяопераційний..
На вечір першого дня війни російські війська отаборилися у Сумському районі — в полях і лісосмугах, а також зупинилися в Токарях, в районі Косівщини — під Сумами, та в Нижній Сироватці Сумського району
Після 22:00 вдруге почався бій біля Ліцею-інтернату з посиленою військово-фізичною підготовкою «Кадетський корпус» Прикордонної служби України, де розташована 27-ма артилерійська бригада. Учнів там не було, але росіянами було підпалено КПП та приміщення, також згоріла церква. Бій тривав до 1:30 ночі 25 лютого.
25—26 лютого
Вночі з 24 на 25 лютого росіяни облаштували блокпости на в'їздах-виїздах з міста Суми. Цивільне населення пропускають, але на жаль, ситуація залишається критичною, бо дуже велика кількість танків і різноманітної техніки пересувалися в напрямку Києва, в Західному напрямку. Після 7 ранку ворог перестав пропускати автівки з Сум у напрямку Ромнів бо в той бік пішла техніка окупантів. Близько 15 танків, гради, КАМАЗи та інша техніка з військовими пройшли через Недригайлів в бік Києва. Після 13:00 в'їзд в Суми було заблоковано ворогами також і зі сторони Хімпрому.
На ранок 25 лютого о 5:40 біля кадетського корпусу у Сумах застосували стрілецьку зброю. В наслідок бою на вул. Герасима Кондратьєва в Сумах — двоє травмованих. Загиблих немає. Близько 13 години російська техніка знову почало рухатися містом і околицями Сум. З Косівщини на село Сад пішла ще одна колона.
Близько 9:30 ранку 26 лютого в Сумах розпочалися бої. У цей час через Юнаківку пройшла колона росіян з боку Курського проспекту — заїхали бензовози. Сумська територіальна оборона затримала техніку ворога на Курському районі До 11:00 територіальна оборона розбила російську колону на Курській в Сумах. Почалася пожежа. Двох росіян було поранено та доставлено до лікарні, є вибиті. Одного затримали. За добу працівники Сумського районного управління поліції разом з територіальною обороною затримали 9 російських військових, які перебували на строковій службі у війську терористичної росії. Рухалися на танках та БТРах. Зі слів затриманих, їхали на навчання та заблукали і не мали наміру воювати з українським народом.
Цього дня росіянами було здійснено чотири обстріли міста, під час яких загинуло 3 цивільних людей. Після 16:30 було обстріляно мікрорайон «Тепличний» по вулиці Білопільський шлях з РСЗВ Град. Чотири потрапляння, крім території Тепличного, поруч — Косівщина, Курська, Веретинівка і до Луки. Люди переховувалися у підвалах. В будинках повибивало скло. Тут було пошкоджено будинки.
Також було влучання снарядів на «Веретенівці» в приватні будинки та на «Баранівці» — в район мосту.. На Веретенівці — один загиблий, цивільний, жінку госпіталізувала швидка. Згоріли два приватні будинки біля коледжу СНАУ. Крім того, до обласної лікарні було госпіталізовано чоловіка 50-ти років з тероборони з кульовим пораненням в голову. Його оперували через надважкий стан здоров'я.
За словами речника управління ДСНС у Сумській області Олега Стрілки, 26 лютого під час розбирання одного з будинків знайшли тіло чоловіка. Поранену жінку, яка перебувала на вулиці, шпиталізували до медичного закладу міста. Пошкоджені шибки та дахи будинків поруч, серед них і гуртожиток коледжу Сумського аграрного університету. У геріатричному пансіонаті, що на Ковпака, 20, ударною хвилею повибивало шибки. Було знесено близько 30 вікон. Не постраждали житлові кімнати. Вибито вікна у коридорах, у переходах та на кухні вікна. У закладі, за словами його очільниці Людмили Красильникової, 150 пацієнтів. Працівники обклеїли власними силами вікна. А з ранку наступного дня закривали вікна плівкою та обклеювали вікна, щоб захистися. Крім того, постраждала Степанівська громада. Вороги вели мародерські напади на магазини і домашні господарства. Через пошкодження водопроводу частина будинків житлового масиву Веретенівки до 1 березня залишалася без води. Фахівці КП «Міськводоканал» проводили аварійно-ремонтні роботи.
27 лютого 

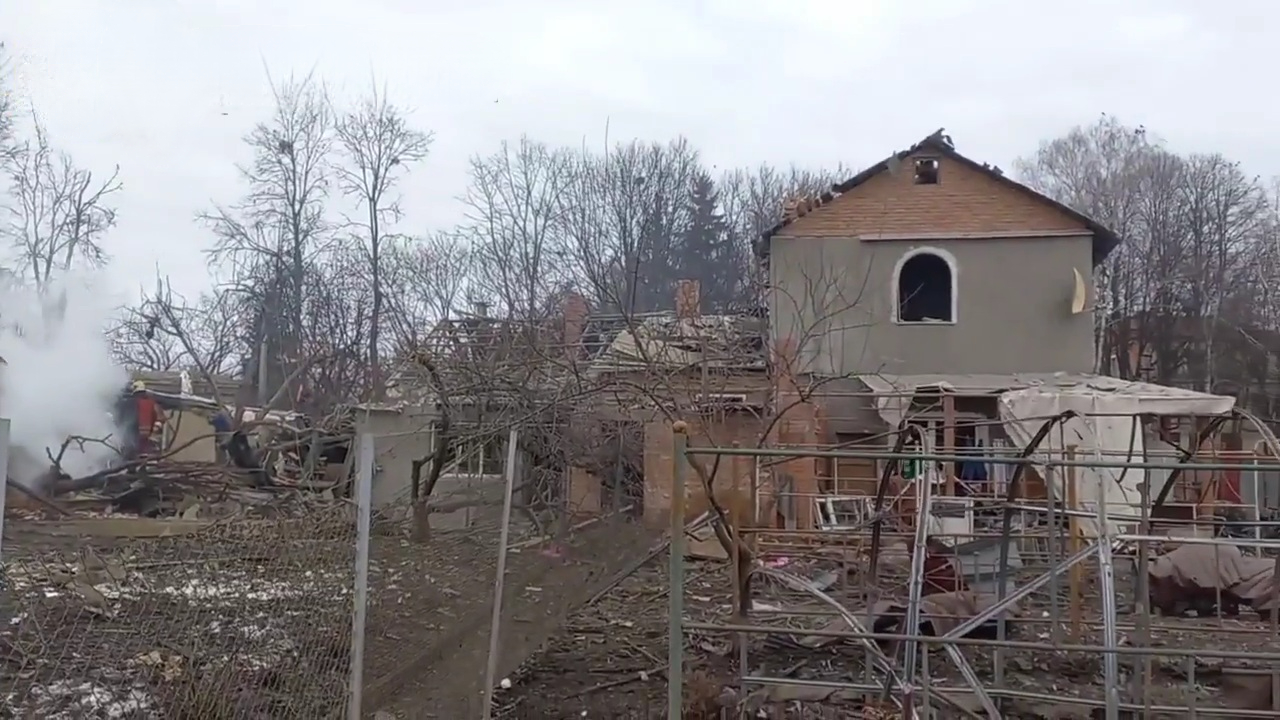
Знищена будівля у Сумах під час обстрілу

У ніч з 26 на 27 лютого повз Суми з боку Краснопілля на Ромни прослідувала ворожа техніка.
Вранці о 5 годині у Сумську обласну лікарню з пораненнями доставили російського військового.
Близько 8 години ранку колона російської техніки (понад 100 одиниць — танки, БТР, вантажівки) рушила на Суми з боку села Токарі. Потім вона пішла в об'їзд Сум через Нижню Сироватку та частково через Старе Село. Близько опівдня колона російської техніки з різних машин в'їхала в центр Старого Села До цього дня техніка постійно йшла лише автошляхом околицею села. Далі колона проїхала кількома вулицями села і виїхала за його межі, зупинившись між селами Старе та Гірне. Звідти танки почали обстрілювати вулицю Гірна — крайню в Старому Селі. Одним з них убили 61-річного Володимира Лисенка.
Уранці правоохоронці отримали інформацію про підозрілих осіб, які розставляють мітки по місту. Для перевірки цієї інформації направили розвідувальну групу, у складі якої були прикордонники і нацгвардійці. На одній із вулиць військовослужбовці виявили палаючий автомобіль та зупинились, аби перевірити чи є люди в автівці та надати допомогу. Однак були обстріляні диверсантами. Почався бій, в результаті якого два прикордонники загинуло, один нацгвардієць поранений. Пошкоджено також автомобіль прикордонників.
Після 10 години 27 лютого у Сумському районі (біля Низів, у Старому Селі) та біля в'їзду в Суми зі сторони Харкова практично цілий день тривала стрільба. Зранку було знищено пост армії РФ, який складався з 2 одиниць техніки: танка Т-72 і бронеавтомобіля Тигр. Під Сумами було затримано трьох російських військових (Вячеслав Федоров) зі Старого Осколу, Бєлгородська область. За словами добровольця Ігоря Мокренка, який брав участь у затриманні, росіяни кинули танк Т-90, на якій прибули і пішки йшли у бік Токарів. Вони ховались у посадці в напрямку Нижнього Піщаного, сиділи обідрані. Затриманих доставили у Суми. «Ми вискочили з машини, вони попадали на землю, покидали зброю. Ми підійшли, відібрали у них зброю, допитали і привезли в тероборону. Вони кинули танк.».
У Старому селі відновився рух російської техніки.
Після 13 години з боку аеропорту російські військові обстріляли цивільний автомобіль. У ньому були двоє дорослих та троє малолітніх дітей, серед них немовля. Жінку, яку поранили в голову, померла. Ще одну жінку убили перед колом на Аеропорт, у напрямку Лебедина. Бойові дії тривали в Сумах, Низах, Бездрику.
О 22-й годині у бік міста прямувала ворожа колона з «Градами».
БТР армії РФ заїхав на станцію «Суми-товарна» запитати дорогу. Під час обходу колій начальник станції «Баси» Руслан Аристархов та начальник станції «Суми-товарна» Артем Кисельов побачили як на станцію заїхав російський бронетранспортер. З кабіни машини вийшов російський військовий і запитав у залізничників напрямок руху. Чоловіки зорієнтувалися і вказали шлях в тупик за підвищеною колією. Потрапивши у пастку, четверо російських військових намагалися полишити автомобіль, залізничникам вдалося повалити двох з них на землю та утримувати до приїзду тероборони. Ще двоє втекли, їх розшукують..
28 лютого Вночі ЗСУ знищили російські «Гради», які стояли на позиції скерованій у бік Сум..
О 15.00 з боку Харківської та Роменської в Сумах прямувала техніка військових РФ. Виникла загроза вуличних боїв.
В селищі Степанівка було знищено БТР-70 армії РФ. В відсічі російській збройній агресії проти України брав участь 155-й окремий батальйон Територіальної оборони Сумського району, який базується у цьому селищі.

### Березень
1 березня Приблизно о 11:00 біля смт Низи армією РФ була покинута машина «Понтонного парку», що злетіла з дороги у кювет. Приблизно о 13:00 біля смт. Низи було знищено колону армії РФ, яка складалася з 7 одиниць техніки: 1 танка Т-72, 3 БМП-2, 2 САУ «Мста-С» та 1 бензозаправщик КамАЗ.
Приблизно о 15 годині на державному кордоні в межах області відбувся перший обмін полоненими: з російського полону повернулися 5 бійців територіальної оборони, їх обміняли на одного російського офіцера військової поліції.
У місті щодня точилися вуличні бої, а райцентри, селища та села області обстрілювалися окупантами, вулицями намагалася прорватися ворожа техніка. О 22:05 Голова Сумської ОДА Дмитро Живицький звернувся із закликом про допомогу регіону в боротьбі з військами РФ. Він назвав становище важким і пояснив, що область покладалася лише на сили територіальної оборони.
Увечері 1 березня у бою під Низами загинув заслужений тренер України Олександр Кулик.
2 березня Вранці 2 березня близько 7.20 у Сумах оголосили загрозу артилерійського обстрілу. Обстрілом було пошкоджено одну з будівель на території колишнього артилерійського училища. За інформацією головного лікаря Сумської обласної лікарні Володимира Гороха, до лікарні привезли п'ятеро травмованих, трьох відпустили на амбулаторне лікування. Стан двох людей, які залишилися у лікарні — важкий: «Як таких осколкових поранень у них не було. Один пацієнт зараз перебуває у торакальному відділенні, в нього забій грудної клітини, шок та контузія, другий у стоматологічному зі зламаною щелепою і також із контузією».
Після артобстрілу в районі вулиць Герасима Кондратьєва, Лебединської та Гамалії, — пошкоджена лінія електропередач та вибиті шибки в будинках. Про це повідомив заступник міського голови Сум Микола Войтенко. Пізніше було оголошено загрозу вуличних боїв. У місті точилися вуличні бої, райцентри, селища та села обстрілювалися окупантами, вулицями намагалась прорватися ворожа техніка.
Бійцями 155 ОБТрО та 150 ОБТрО було захоплено 1 ворожу БМП, 1 танк Т-72, 1 броньований гусеничний тягач МТ-ЛБ, 3 БТР-80, 1 САУ У2С1.
2 березня бійці тероборони доставили в Суми покинуту російськими військовими техніку. Танк Т-90 2014 року випуску знайшли напередодні неподалік Краснопілля. Українські воїни зірвали ворожий триколор, замість нього підняли український прапор. Він був з боєкомплектом, у ньому була солярка, комп'ютери, тепловізори, «нічники». На цій же місцевості знайшли автомобілі ЗІЛ та Камаз. Техніку використовуватимуть для захисту Сум від російських військ.
3 березня Росіяни уночі завдали удару по території 27-ї артилерійської бригади, військової кафедри СумДУ та кадетського корпусу. П'ятеро людей потрапили до лікарні. 11:00 українські військові вийшли на лінію кордону в Сумській області.
У Сумах унаслідок бомбардування, що почалося близько 18 години вечора, було пошкоджено ТЕЦ та електричні підстанції ПС-330 «Суми» і ПС-110 «Вузлова». У більшій частині міста, а потім і всієї області відключилася електроенергія. Внаслідок вибуху зайнялася пожежа біля 40-ї підстанції, її ліквідували працівники ДСНС. Про загрозу авіаудару на Сумщині повідомили о 17.53. Скасували тривогу о 20.13. До ранку 4 березня у Сумах не було водопостачання, — розповів Суспільному розповів головний інженер КП «Міськводоканал» Йосип Тисівський. Близько 21:00 окупанти знову почали масове бомбардування Сум та області.
4 березня
Ситуація в місті лишалася під контролем ЗСУ. Станом на 2 годину ночі 4 березня вдалося відновити на 80 % електропостачання у Сумах. Залишалася зруйнованою 40-а електрична підстанція.
Після авіаційних ударів по інфраструктурі міста напередодні ввечері протягом дня 4 березня у Сумах було частково відновлено: водопостачання, енергопостачання та опалення. В обід у Сумах запустили в роботу Лучанський водозабір. Воду одержали будинки на вулицях Реміснича, Металургів, Праці, Горького, Супруна, Новомістенська, Леваневського, Троїцька, Псільська, Привокзальна, Бельгійська, Родини Линтварьових, проспекту Шевченка та урочища Баранівка. Водоканал включає в роботу Ново-Оболонський, Тополянський, Лепехівський водозабори. Відповідно вода з'явиться в будинках Роменського, Кіровського, Курського мікрорайонів, Веретенівки, с. Піщане, Ганнівки, Косіввщини, центру міста та прилеглих до них вулиць.
Згідно із списком, оприлюдненим 4 березня в Офісі Президента України до напрямків, які потребують гуманітарних коридорів потрапили і Суми. Це стало результатом другого раунду перемовин між Україною та Росією, де досягли порозуміння щодо гуманітарних коридорів. З восьми областей у Сумській були визначені такі: Суми, Шостка, Ромни, Конотоп та Охтирка.
Станом на 4 березня на Сумщині в умовах особливого режиму досудового розслідування в умовах воєнного стану, згідно зі статтею 615 КПК України, прокурорами Сумщини було взято під варту 56 полонених військовослужбовців збройних сил РФ (з них лише за день 4 березня — 29), яких підозрюють у посяганні на територіальну цілісність і недоторканність України. Наймолодшому підозрюваному — 19 років.
5—6 березня
З 5 години ранку у Сумах стало чути потужні вибухи та звуки від літаків. О 5:30 оголосили тривогу у зв'язку з загрозою вуличних боїв. О 7 годині сирена знову пролунала через загрозу авіаудару у Сумах. Після вибухів деяких районів міста повибивало вікна у багатоповерхівках. Російська авіація нанесла точкові удари по місту Суми, зокрема по інфраструктурним об'єктам. Артилерійські обстріли продовжувались весь день. За інформацією заступника очільника Сум Станіслава Полякова були пошкоджені такі інфраструктурні об'єкти: котельня Північного Промвузла, приміщення ДНЗ «Сумське міжрегіональне вище професійне училище ВПУ № 16», ДПТНЗ «Сумський центр професійно-технічної освіти з дизайну та сфери послуг № 24». Директор училища № 16 та діти сироти, які там перебували, заколочували вікна та наводили порядки у приміщенні. В іншому закладі освіти ремонтні роботи ще попереду, сказав посадовець.
Створено Перший Сумський гуманітарний штаб, який буде координувати роботу волонтерів по Сумській області.
На вечір 5 березня стало відомо про захоплення у полон цивільних громадян, які рухались автівками за межами міст. Керівник військової адміністрації Дмитро Живицький повідомив, що безпечно виїхати із Сум, а також Охтирки, Тростянця та Лебедина наразі неможливо, бо «російські військові грабують і подекуди розстрілюють машини українських мирних людей». В обід 6 березня у КП «Міськводоканал» повідомили, що запустили Пришибський водозабір, який забезпечує водою Хіммістечко. Водозабір не працював через пошкодження електрообладнання. З 15 години організували підвезення води до будинку 59 по вулиці Білопільський шлях (Тепличний). Через ускладненням ремонтних робіт і потребі в заміні пошкодженої ділянки зовнішньої водопровідної мережі на вул. Білопільський шлях, 32, аварійні роботи тривали до 7 березня.
Через артобстріли та авіаудари по населених пунктах російськими військами 6 березня без газу залишалися понад сотня абонентів у Сумах, понад 260 — в Охтирці, також без газопостачання частково абоненти у Конотопі, Кирилівці та Краснопіллі. Без електроенергії, за даними військової адміністрації, залишалося на Сумщині близько 10 тисяч абонентів. Найбільше — Краснопіллі та Охтирці, Тростянці, Лебедині та Великій Писарівці.
7—8 березня О 17 годині 7 березня під Сумами відбулися бойові зіткнення, Загинули чотири бійця загону сумської територіальної оборони 26-річний Роман Кукленко, 27-річний Євген Степаненко, 25-річний Георгій Цедік та 28-річний Олександр Бєлявський. Хлопці загинули у ході бойового завдання, коли вони розвідували бойову колону російських військових. Вони їхали в одній автівці, квадрокоптером відслідковували колону. І натрапили на засідку. "Їхню машину розстріляли, вони вискочили з машини, і вбивці їх просто добили. Захисників поховали у Сумах на Алеї Героїв Центрального кладовища.
7 березня прокурори Сумської області під час руху колони військової техніки в напрямку Сум взяли під варту ще 14 військовослужбовців збройних сил Російської Федерації, яких підозрюють у посяганні на територіальну цілісність і недоторканність України. Серед затриманих — медик та командир групи. До цього прокурори вже затримали 27 військових за статтею 615 КПК України, ще 29 особам за клопотанням слідчих та прокурорів рішенням суду обрано запобіжні заходи у вигляді тримання під вартою. Загалом під вартою в Сумській області вже 70 військових РФ.
Вночі з 7 на 8 березня російські літаки бомбардували місто Суми та Сумський район. За даними слідства, військові Росії, порушуючи правила ведення війни, 7 березня о 22.35 скинули бомби на житловий сектор міста Суми на вулиці Роменська та Спартака. Через бомбардування повністю знищено будинок № 27 вулиці Роменська, частково зруйновано буд. 29, 29/1, 33 вул. Роменська, буд. № 18,16,14,10,8,6,4,2,9,7,5,3,1/1 вул. Спартака. За інформацією рятувальників, їм вдалось деблокувати жінку, травмовану передали медикам. Також з-під завалів діставали тіла загиблих людей. За попередніми даними, загинула 21 людина, з них 2 дитини. На вечір 8 березня рятувальники знайшли тіло ще одного хлопчика. Загальна кількість жертв авіанальоту — 22 людини. Травмовані 8 людей. Окружна прокуратура Сум розпочала кримінальне провадження за фактом порушення законів та звичаїв війни.. Під час авіаударів російськими військами вулиці Роменської загинув Прийменко Артем (2006—2022) — неодноразовий чемпіон України з боротьби самбо. Разом із ним загинула вся його родина: тато, мати, бабуся та два молодші брати.
|  | "Про яку війну і які правила загалом може іти мова, коли російська армія вбиває, знищує, скидає бомби на мирне цивільне населення? Гинуть діти", — написав у своєму зверненні голова ОДА Дмитро Живицький. |

У селі Битиця Сумського району російські військові увечері 7 березня скинули бомбу на житловий будинок. Будинок та агрофірма зруйновані. Загинула одна людина (директор агрофірми), одна травмована. Ще одна бомба влучила на базу відпочинку «Сонячна галявина». Четверо людей поранені.
8—9 березня «Зелений коридор» 

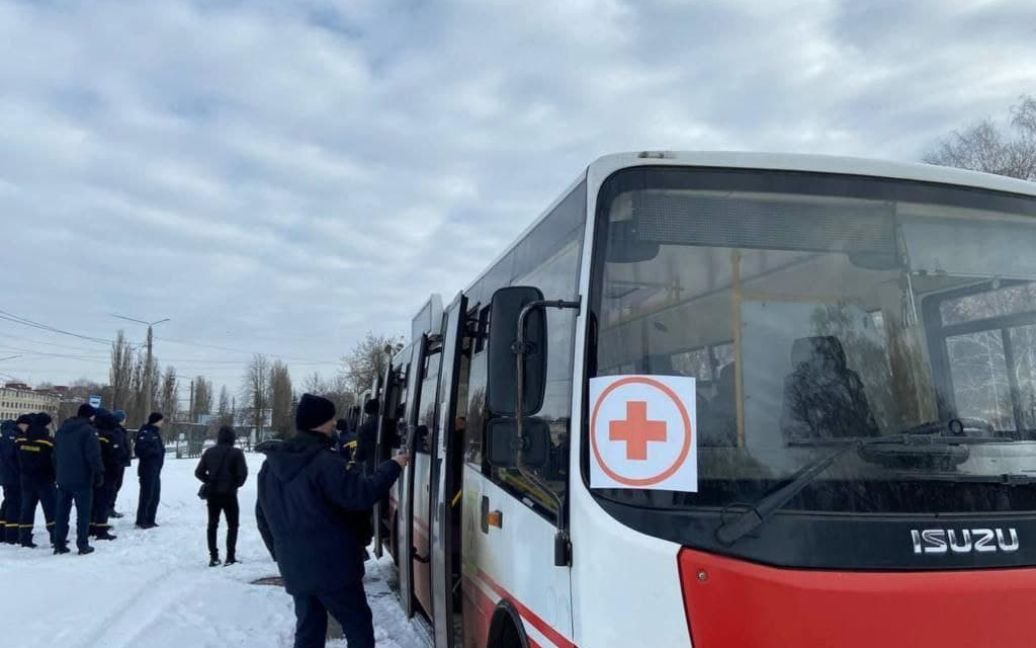
Евакуація людей із Сум, 8 березня 2022

У Сумах оголосили про створення «гуманітарного коридору». Місце збору колони — Сумський педагогічний університет. У першій колоні з 10-ї години поїхали близько 2 тис. іноземних студентів з Республіки Індія та Китайської народної республіки. Власними автівками виїхали цивільні мешканці міста.
За інформацією Сумської військової адміністрації, близько 13:00 поблизу вул. Роменської було чутно вибухи та стрільбу. Це була хаотична стрільба з техніки РФ, яка прямувала у сторону об'їзної дороги. Це не був бій. Тимчасово людей не пропускали на блок-пості через стрільбу. Згодом «зелений коридор» відновили, траса спокійна.
Першу колону біженців з 22 автобусів з Сум увечері зустріли у Полтаві, туди прибуло 2100 осіб, з них 600 студентів з Індії та кілька сотень громадян Туреччини. 1 100 іноземних студентів продовжили евакуацію поїздом до Львова. Згодом друга евакуаційна колона, з 39 автобусів, також прибула на Полтавщину. За бажанням люди зможуть залишитись в Полтаві, або продовжити евакуацію до Львова.
9 березня у рамках дії «зеленого коридору» з Сум вирушили дві колони — близько 17.00 та близько 18.00.З Сум виїхало 25 евакуаційних автобусів з понад тисячею людей. Також гуманітарним коридором рухалося шість тисяч цивільних автомобілів з понад 20 тисячами людей. Загалом за день, за інформацією голови обласної військової адміністрації Дмитра Живицького, виїхали з Сум близько 10 тисяч приватних автомобілів (це близько 40 тисяч людей) та 85 автобусів, які вивезли близько 4 тисяч мешканців міста. Близько півночі перша колона автобусів з евакуйованими сум'янами прибула до Полтави. За інформацією голови обласної адміністрації Дмитра Живицького, людей нагодували, бажаючих пересадили до евакуаційних поїздів, що рухались на західну Україну.
Близько 21 години 9 березня російські військові здійснили артобстріл телевежі у Білопіллі та ракетами пошкодили її. За інформацією міського голови Білопілля Юрія Зарка, жертв немає. Мовлення з передавачів, встановлених на вежі, наразі зупинено, повідомила представниця Національної ради з питань телебачення і радіомовлення у Сумській області Лариса Якубенко.
10 березня У ніч з 9 на 10 березня російська ворожа авіація бомбила околиці Сум і село Битиця. Удари прийшлись просто на житлові будинки на вулицях Сумська, Яременка і Лісова. У Битиці виявлено дві вирви глибиною близько 1,5 м. Осередків загорянь не було. Жертв та постраждалих не було. Усього в Битиці пошкоджено 25 будинків, у тому числі приміщення сільської ради, яке вже не підлягає ремонту, — проінформувала староста села Артем Янченко.
З 9.00 10 березня на Сумщині запрацювали три «зелені коридори». Евакуація мешканців відбувалася з міст: Краснопілля, Тростянець та Суми.
В обід до Сум заїхали 36 автобусів для евакуації від Меморіалу вічної слави (пам'ятник Альоші) на вулиці Герасима Кондратьєва. Завантаження розпочалося близько 14.00. Загалом із Сум «зеленим коридором» виїхали 2 664 автомобілів та 54 автобуси. Усього це — 12 276 людей. Це — колони з Краснопілля, Тростянця та обласного центру. Автобуси та автомобілі у колоні прямували за маршрутом «Суми-Ромни-Лохвиця-Лубни». У Лубнах люди пересіли на потяг до Львова, звідти безкоштовними автобусами їх відвезли до пунктів пропуску в Польщу. Деякі охочі залишилися у Львові у місцях перебування для біженців.
Автобусами, що прибули з Полтави до Сум було доставлено гуманітарну допомогу. Продукти частково відправили бійцям територіальної оборони, частково — в перший Сумський гуманітарний штаб. Також за інформацією секретаря Сумської міської ради Олега Рєзніка, точково одержали допомогу малозабезпеченим родинам і медичним закладам. Під час евакуації за три дні з Сумщини виїхали близько 60 тисяч людей. Це найбільша кількість громадян в Україні на той час, повідомили голова ОВА Дмитро Живицький.
Надвечір 10 березня розвідгрупа прикордонників на Сумщині виявила колону російської техніки, яка рухалася між населеними пунктами. Серед неї була й реактивна артилерія. Координатами прикордонники поділилися із ЗСУ, після чого понад десяток машин РФ вибухнули та згоріли.
11—12 березня
На Сумщині 11 березня було знищено колону артилерії у тому числі реактивної, що вторглася в Україну з території РФ. За інформацією голови Сумської обласної державної адміністрації Дмитра Живицького територіальна оборона Сумського району «голіруч зупинила три танки та одну самохідну артилерійську установку (САУ) фашистської Росії».

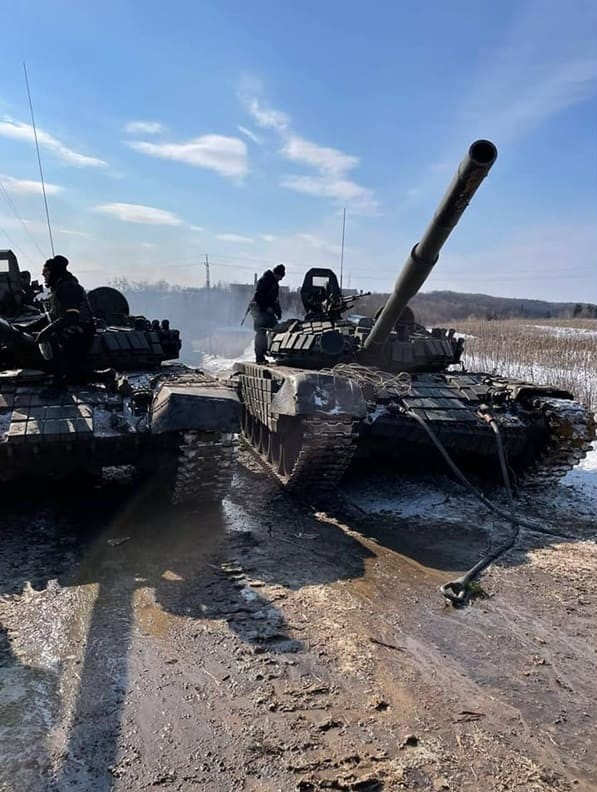
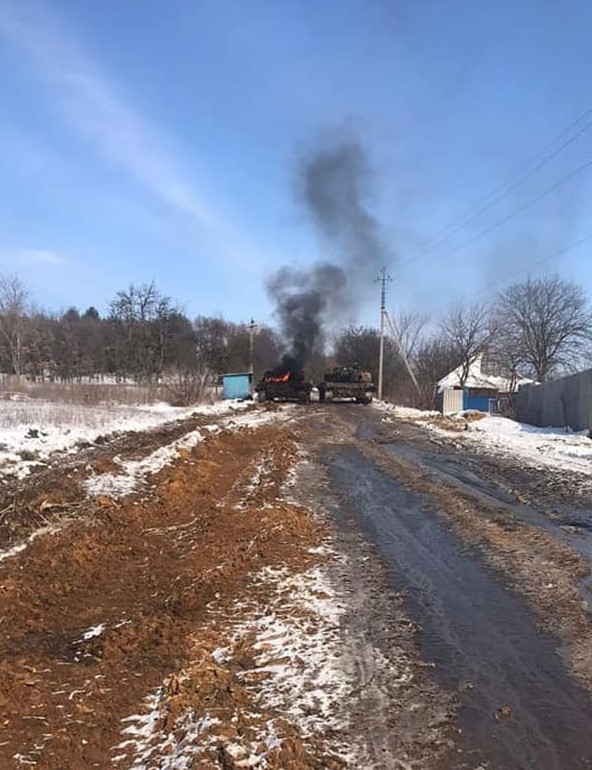

Станом на 11 березня 2022 року на Сумщині без електроенергії проживали понад 50 тисяч абонентів. У кільках населених пунктах області частково відсутнє газопостачання, зокрема, в Охтирці — понад — 300, у Сумах — понад 100. Також є перебої з водопостачанням.
Близько 04:45 12 березня військова авіація РФ скинула п'ять бомб поблизу Сумського державного університету. В усіх корпусах СумДУ вибито скло. Найбільше від російського авіанальоту постраждала університетська бібліотека. Тут ударною хвилею повибивало майже всі шибки. Частину вікон заклеїли плівкою.
|  | «В результаті авіаудару п’ять воронок, п’ять бомб скинуті одночасно неподалік Сумського державного університету. Ми силами співробітників та волонтерів працюємо над тим, щоб прибирати скло, міняти вікна, заклеювати плівкою – більше 100 вікон, підрахунок іще йде. Такі збитки, такий знову у нас удар по цивільному об’єкту», – розповів Олексій Дрозденко, декан факультету електроніки СумДУ. |

Внаслідок ранкового авіаудару завданого російськими військовими, у частини Сум припинили водопостачання, електропостачання та відключили інтернет. За повідомленням КП «Міськводоканал» о 4:50 було знеструмлено об'єкти водоканалу.
12 березня на Сумщині працювали «зелені коридори» для евакуації населення. Виїхати автобусами можна було о 13:00 та 14:00 (приватними авто весь день) до Полтави (через Ромни) із Сум, Тростянця, Конотопа, Лебедина, Великої Писарівки та Краснопілля. Напрям руху колони: Суми, Голубівка, Вільшана, Недригайлів, Коровинці, Ромни, Андріяшівка, Лохвиця, Лубни, Полтава. Із Сум виїхало 1154 авто (4516 громадян) та 95 автобусів (3780 громадян).
13—15 березня Станом на 13 березня у 22 500 абонентів на Сумщині не було електропостачання. За інформацією обласної військової адміністрації, пошкодження внаслідок обстрілів є в Охтирці, Тростянці, Лебедині та Сумах. Російські військові обстріляли Бездрик вночі, а вдень — Суми. Напрямок був приблизно з Гребениківки.
14 березня на території Сумського району тривали бої. Близько 13:00 російські військові також приблизно з Гребениківки здійснили артобстріл селища Низи. Близько 14-ї години снаряд прилетів у центр села Верхня Сироватка Сумського району. За попередніми даними, пошкоджено будинки мирних жителів, об'єкти критичної та цивільної інфраструктури. За інформацією свідків, від місця, де впав снаряд, до найближчого житлового будинку — 50 метрів, до школи — близько 200 метрів. Тому в найближчих будинках повилітали шибки. За повідомленням Сумської військової адміністрації, втрати уточнюються. Також у Низах ворог пошкодив об'єкти критичної та цивільної інфраструктури.
15 березня на Сумщині працювали «гуманітарні коридори» за п'ятьма маршрутами — із Сум, Тростянця, Лебедина, Конотопа і Шостки. Кінцевий пункт призначення всіх маршрутів — Лубни на Полтавщині.
Із Сум з 9 ранку випускали на особистому транспорті, чоловіків випускали тільки за кермом. Для вивезення сум'ян, які не мають свого транспорту, з Лохвиці прибули, за інформацією військової адміністрації, 33 автобуси. Основний виїзд — від Меморіалу вічної слави, біля школи № 2. В автобусах їхали жінки, діти, люди похилого віку та люди з інвалідністю. Пускали з домашніми тваринами. Додаткові точки від'їзду були оголошені біля БК «Хімік», біля риночку на вулиці Інтернаціоналістів, на проспекті Курському біля «Більбоу» та біля Мануфактури. Увечері додаткові автобуси виїжджали із Сум о 17:00 та о 18:00. Граничний час виїзду із Сум тривав до 19.30.
15 березня росіяни в селі Глибне Сумського району зруйнували два житлові будинки та господарчі споруди, влаштували пожежу, відібрали та зарізали худобу. А ще — кілька днів тримали в страху все село.
16—17 березня Для людей, чиї будинки пошкоджені через обстріли у гуртожитках Сум з 16 березня організували понад три сотні місць для проживання. Це кімнати на 3-4 особи, — повідомив заступник міського голови Станіслав Поляков.
Пізно ввечері 16 та в ніч на 17 березня по Сумському району кілька годин працювала ворожа артилерія. Також була повітряна тривога. Дані про постраждалих відсутні. Обстрілювали освітлювальними снарядами на парашуті селище Верхня Сироватка Сумського району, а через 5 хвилин було 10 вибухів. Снаряди лягли вздовж траси, довкола огорожі, дісталося будівлям. І наступної ночі: знову кидали освітлювальні снаряди, а квадрокоптер знімав місцевість.
Під час нічних нальотів на Суми російська авіація розкидала протипіхотні міни ПФМ-1. Унаслідок боїв у передмісті Сум загинула молода дівчина: обстріляне цивільне авто. Було вбито чоловіка, який займався підприємництвом і забезпечував невеликий населений пункт продуктами, повідомив голова обласної військової адміністрації Дмитро Живицький.
З 17 березня у Сумській області змінили час комендантської години. Вона діяла з 19 години вечора — до 5 — ранку.
17 березня військові РФ на в'їзді в місто Суми обстріляли автівку в якій їхала родина з с. Бездрик. Несумісні з життям поранення отримала дівчина, хлопця госпіталізували до лікарні з вогнепальним пораненням. Дівчину звали Анастасія Мірошниченко. Вона була студенткою Сумського державного педагогічного університету імені А. С. Макаренка. Правоохоронці проводять досудове розслідування через загибель 20-річної дівчини та поранення 21-річного хлопця. За даними слідства, військові РФ, застосовуючи засоби, які заборонені міжнародним правом. Кримінальну справу відкрили за фактом порушення законів та звичаїв війни (ч. 2 ст. 438 КК України).
18 березня
На Сумщині 18 березня з 9 години ранку працювали гуманітарні коридори. Можна було виїхати з Великої Писарівки, Тростянця, Краснопілля, Сум, Лебединської та Конотопської громад. У Сумах центральним місцем збору знову був пам'ятник Альоші на вулиці Г. Кондратьєва. Автобуси (переважна більшість — 36 — з полтавськими номерами) чекали з 13 години. Ближче до 14:00 приїхали автобуси з інших районів міста. Цього дня додаткові точки збору були оголошені (лише для вагітних, жінок з дітьми, людей похилого віку, людей з інвалідністю) біля БК «Хімік», по вул. Інтернаціоналістів, біля риночку, ТЦ «Світлана», «Більбоу» на проспекті Курському та біля ТЦ «Мануфактура».
З Сум колона рухалась через Голубівку, Вільшану, Недригайлів, Коровинці, Ромни, Андріяшівку і далі на Полтавщину через Лохвицю до Лубнів. Колону традиційно супроводжували представники Міжнародної організації Червоного Хреста. За даними обласної військової адміністрації, станом на 17:00 із Сум виїхало: 474 авто — 1896 громадянина, 43 автобуси — 1540 громадянина, з Лебедина: 4 автобуси — 50 громадян, з Конотопа: 55 авто — 270 громадян, 5 автобусів — 130 громадян, з Великої Писарівки: 2 авто — 6 громадян, 2 автобуси — 35 громадян, з Тростянця: 54 авто — 216 громадян, 1 автобус — 30 громадян, з Краснопілля: 35 авто — 140 громадян.
Близько 16 години 18 березня війська РФ обстріляли околиці Сум. Через це здійнялася пожежа на складі з лакофарбовою продукцією. За попередньою інформацією Сумської військової адміністрації, жертв не було. На місці пожежі працювали бійці ДСНС. У Сумській ОВА радили жителям районів Баси, Хіммістечка, Прокоф'єва, а також сіл Низи та Старого села закрити вікна у домівках та без потреби не виходити на вулицю. На сторінці ГУ ДСНС України у Сумській області повідомили, що станом на 19:00, ліквідація пожежі ще тривала.
Також чотирма автомобілями «швидкої» евакуювали дітей з Сумського спеціалізованого будинку дитини. Малюки разом із вихователями вирушили до Києва. У столиці їх прихистили у Київському інституті серця, розповів на своїй сторінці у соцмережі його директор, кардіохірург Борис Тодуров. Дітей нагодували, перевдягли та надали необхідні медикаменти. У медзакладі малюки провели ніч. Чотирьох новонароджених довелось залишити під наглядом київських лікарів. Бо, ці діти з вродженими вадами, важкохворі, й потребували особливих умов перевезення. Тривале ж транспортування без спецобладнання могло їм нашкодити. Решта дітей — 63 малюки — дісталися Львова. Після оформлення дозвільних документів їх вивезли далі — у Німеччину.
19—20 березня Станом на 19 березня без світла на Сумщині з 17 березня, — за інформацією Сумської ОВА, — залишалися 28 300 абонентів. Зокрема, в Охтирці зруйновані ТЕЦ та електропідстанція, теплоносій по місту відсутній. Водопостачання, водовідведення та електропостачання подається з перебоями. У Шосткинському районі електропостачання з перебоями. 18 березня про часткову відсутність світла повідомила і Надія Вайло, голова Глухівської громади. «Проблема виникла на державному рівні. Тобто, це не „Сумиобленерго“ та не „Глухівський РЕМ“. У звичайному режимі споживання нам потрібно 8 МВт. Сьогодні ми маємо 3,5 МВт», — сказала вона у своєму зверненні.
За інформацією Генерального штабу Збройних сил України станом на 12 годину 19 березня підрозділи зі складу 1-ї танкової армії Росії не вели активних наступальних дій у напрямку на Суми та Охтирку. Вони зосереджували зусилля на блокуванні міста Суми. Також намагалися здійснити підготовку до наступальних дій у напрямку на населені пункти Тростянець, Охтирка, Полтава, частиною сил — на Прилуки та Київ. Силами окремих підрозділів Центрального воєнного округу ворог намагався діяти в районі Недригайлова та Ромнів.
Під Сумами Збройні сили України розбили російську військову техніку.
Російські війська надвечір 19 березня здійснили артилерійський обстріл по околицям Верхньої Сироватки. Інформації щодо травмувань та руйнувань не було. У ніч з 19 на 20 березня російські військові з градів ще раз обстріляли південні передмістя Сум, у бік Верхньої Сироватки. Було потрапляння градів як у житловий сектор, так і у невеличкі підприємства. У результаті обстрілів виникла пожежа, яку рятувальники гасили всю ніч. За словами голови Сумської обласної військової адміністрації Дмитра Живицького, ця територія обстрілюється щодня: «Розуміємо усю протяжність фронту. Але потихеньку із захоплених населених пунктів починає наша артилерія вибивати техніку. Бо якщо десь певний підрозділ зазначає втрат, — вони відразу починають розбігатись. Їх забирають на ротацію і присилають з Росії нових, які ще не бачили і не знають, що таке перебувати на території України».
На ранок 20 березня обстріли військами РФ в сторону Верхньої Сироватки продовжувалися. Жертв не було, але відсутнє світлопостачання, розповіла голова Верхньосироватської громади Зоя Нечипоренко.
Організація Об'єднаних Націй та партнери Сумщини в Україні 20 березня доставили перший конвой невідкладної гуманітарної допомоги до Сум. Про це повідомив голова військової адміністрації Дмитро Живицький. Загалом приїхало 7 вантажівок, 130 метричних тонн необхідної допомоги. Вони розраховані на допомогу приблизно 35 тисяч людей. У вантажівках знаходились медичні товари, вода в пляшках, готові до вживання страви та консерви. Також серед гуманітарної допомоги — обладнання для ремонту водопровідних систем, щоб надати допомогу 50 тисячам людей.
21 березня
Внаслідок обстрілів околиць Сум військами РФ близько 4 години ранку 21 березня стався витік аміаку на заводі «Сумихімпром». Пошкоджений 1 резервуар з аміаком. Зона ураження становить близько 2,5 км. Під загрозою отруєння опинились жителі села Новоселиця. Для Сум загрози не було, повідомили в обласній адміністрації. За попередньою інформацією, травмувалася одна людина — працівник підприємства. На місці працювали бригади ДСНС. Також, за словами директора «Сумихімпрому» Володимира Волкова, працівники підприємства створили водяну завісу, щоб локалізувати витік. О 07:30 було накладено бандаж на пошкоджений трубопровід. О 7.50 аварію ліквідовано, — повідомили в ДСНС.
З 21 березня в обласному центрі заклади освіти Сумської міської територіальної громади поступово почали відновлювати освітній процес у дистанційному форматі. За словами начальниці управління освіти і науки Антоніни Данильченко, освітяни хочуть відволікти дітей від війни, заспокоїти їх і спробувати зняти стрес.
23 березня Окупаційні війська Росії продовжують здійснювати безпосередню блокаду міста, причому не припиняючи обстріл самого міста. Російська батарея САУ, розташована поблизу села Великий Бобрик на Сумщині, 23 березня здійснила обстріл сусіднього села Верхня Сироватка.
24 березня Підрозділи 1-ї танкової армії Росії не вели активних наступальних операцій. Основними задачами окупантів стали блокада міста та завдання ударів артилерією та авіацією по території об'єктів цивільної інфраструктури.
28—29 березня Під час повітряних тривог по Сумщині, зранку 28 березня російська армія обстріляла Сумський район ракетами «повітря-земля» та авіабомбами. Пошкоджено об'єкти інфраструктури.
У пункті пропуску «Рижівка», що на кордоні з Російською Федерацією 29 березня російській військові влаштували заздалегідь сплановану провокацію, спрямовану на «формування картинки для російських ЗМІ, що начебто українці знищили їхній БТР», повідомив голова Сумської військової адміністрації Дмитро Живицький. Насправді, підірвали власний БТР та аби помститися українцям, спалили український прикордонний пункт пропуску на кордоні з РФ.

### Квітень
1 квітня військові РФ почали окупацію центральної частини Сумської області. Про це в ефірі інформаційного марафону сказав голова Сумської обласної військової адміністрації Дмитро Живицький. Декілька днів продовжувалося накопичення військ у Конотопському районі та частково в Сумському районі, починаючи кордону з Російської Федерації: Білопільська громада, Буринська, Путивльська, Новослобідська.
2 квітня у Сумську область зайшли ворожі сили. Однак ще вночі Збройні Сили України завдали по них надзвичайно сильний удар. За даними генштабу ЗСУ, 2 квітня станом на 18.00 військові РФ заблокували виїзд з Буриню. Там перебувало велике скупчення військової техніки. Тривало блокування Путивля, його було оточено блокпостами російських окупантів. У селі Юр'єве Новослобідської громади росіяни проводять рейди з метою перепису населення та пошуку зброї.
Поліція вже відкрила понад 200 кримінальних справ за статтею «Порушення законів та звичаїв війни». Всі ці справи стануть обвинувальними актами для суду в Гаазі з розслідування військових злочинів
.
4 квітня російські військові покинули територію Сумської області.
11 квітня прикордонна служба відновила контроль на раніше непідконтрольних прикордонних ділянках. За інформацією речника Державної прикордонної служби Андрія Демченка було піднято українські прапори у прикордонних підрозділах Сумської, Київської та Чернігівської областей. Прикордонна служба разом з підрозділами ЗСУ обстежує прикордоння. Однак, військові Росії здійснюють фортифікаційні заходи поряд із кордоном з Україною
21 квітня Укрзалізниця відновила рух електропоїздів на Чернігівщині та Сумщині.

### Травень
10 травня увечері російські війська обстріляли авіацією і мінометами суміжні з Росією райони Сумської та Чернігівської області.

### Червень
8 червня З мінометів та великокаліберних кулеметів росіяни обстріляли Есманську, Хотіньську, Юнаківську та Середино-Будську громади. Після 16:00 окупанти здійснили два авіанальоти на територію Краснопільської ТГ.
9 червня вдень літак Повітряних Сил України збив російську крилату ракету над Сумщиною.
15 червня Два російських гелікоптери з території РФ випустили п'ять ракет по околицям Глухова. Влучання в житловий будинок — одна людина загинула, шестеро поранених. Пошкоджені об'єкти інфраструктури.
16 червня вночі по території Садівської ОТГ Сумського району росіяни нанесли ракетний авіаудар — загинуло чотири людини, щонайменше шестеро поранених. Близько 5 ранку по Краснопільській громаді росіяни нанесли один ракетний авіаудар, потім відкрили вогонь зі своєї території — били з мінометів, всього 26 «приходів».
21 червня внаслідок атаки російських дронів-камікадзе в Краснопільській громаді на Сумщині поранені четверо людей, двоє з них у тяжкому стані. Також росіяни здійснили 4 обстріли з мінометів та інших видів зброї.
23 червня близько п'ятої вечора з території РФ росіяни обстріляли Юнаківську громаду з «Градів», використовуючи заборонену зброю — фосфорні снаряди. Постраждалу дитину госпіталізували до лікарні. На територію Краснопільської громади росіяни з безпілотника скинули вибухівку, по Середино-Будській громаді росіяни відкрили мінометний вогонь.
25 червня російські військові двічі атакували Краснопільську громаду Сумської області — два російські гвинтокрили з території РФ випустили 6 ракет по одному з сіл, зруйнували й пошкодили цивільну інфраструктуру: лікарню, будинок культури, бібліотеку, школу. Також росіяни скинули два боєприпаси з безпілотника.
26 червня Протягом доби росіяни випустили по чотирьох громадах Сумщини понад 150 снарядів та мін з території РФ: зі ствольної та реактивної артилерії, некеровані ракети з гелікоптерів. Одна людина загинула, одна — в лікарні.
29 червня Росіяни гатили по Краснопільській, Великописарівській, Хотінській громадах з мінометів, реактивної артилерії, САУ, безпілотник скинув вибуховий пристрій, 10 ракет із гелікоптера, з території РФ. Росіяни вбили двох та поранили вісім мирних мешканців.

### Липень-жовтень
1 липня упродовж доби росіяни випустили понад 270 мін, ракет та снарядів різного калібру по території Сумщини: Білопільська, Новослобідська, Шалигінська, Есманьська, Великописарівська, Глухівська та Краснопільська громади — будинки мирних мешканців, фермерські господарства, електромережі та водонапірна башта. Поранена жінка.
3 липня протягом дня росіяни випустили понад 230 мін та снарядів різного калібру: фосфорні та флешетні снаряди калібру 120, 152 мм із артилерійської установки, із міномету, російський безпілотник скинув боєприпас. Постраждали п'ять громад: Зноб-Новгородська, Новослобідська, Великописарівська, Білопільська, Хотінська.
Зранку 19 серпня росіяни обстріляли Сумщину з мінометів, було зафіксовано 10 прильотів.
12 жовтня росіяни нанесли повторних ударів по області, у деяких районах зникла електроенергія.

## Втрати
24 лютого 2022 року під час бою загинув Єфименко Євген Юрійович.
25 лютого під час бою поблизу Сум загинув Пархоменко Андрій Олександрович

## Воєнні злочини російських військ
5 березня керівник Сумської обласної військово-цивільної адміністрації Дмитро Живицький повідомив про те, що російські військові мародерять, грабують і подекуди розстрілюють машини українських мирних людей.
11 березня 2022 року вночі росіянами був здійснений обстріл хутора Кердилівщина Маловорожбянської сільради. У результаті обстрілу житлових будинків загинуло двоє місцевих мирних мешканців.